# Brejo do Piauí
Brejo do Piauí is een gemeente in de Braziliaanse deelstaat Piauí. De gemeente telt 4.025 inwoners (schatting 2009).